# Сан Каталдо (Катанцаро)
Сан Каталдо је насеље у Италији у округу Катанцаро, региону Калабрија.
Према процени из 2011. у насељу је живело 31 становника. Насеље се налази на надморској висини од 740 м.